# Alan Chubecov
Alan Džamalovič Chubecov (in russo Алан Джемалович Хубецов?; 26 giugno 1993) è un judoka russo.

## Palmarès
- Europei

Varsavia 2017: oro nei -81kg.
Baku 2015: bronzo nella gara a squadre.
- Giochi europei

Baku 2015: bronzo nella gara a squadre.
- Campionati mondiali militari

Uster 2017: oro nei -81kg.
- Campionati europei under 23:

Praga 2013: oro nei -81kg.

### Vittorie nel circuito IJF
| Data              | Località | Paese       | Categoria  |
| ----------------- | -------- | ----------- | ---------- |
| 10 maggio 2014    | Baku     | Azerbaigian | Grand Slam |
| 11 ottobre 2014   | Astana   | Kazakistan  | Grand Prix |
| 31 marzo 2015     | Tbilisi  | Georgia     | Grand Prix |
| 26 marzo 2016     | Tbilisi  | Georgia     | Grand Prix |
| 24 settembre 2016 | Zagabria | Croazia     | Grand Prix |
| 11 agosto 2018    | Budapest | Ungheria    | Grand Prix |